# Anas smithii
Anas smithii е вид птица от семейство Патицови (Anatidae).

## Разпространение
Видът е разпространен в Ангола, Ботсвана, Замбия, Зимбабве, Лесото, Мозамбик, Намибия и Южна Африка.